# Streng
 For alternative betydninger, se Streng (flertydig). (Se også artikler, som begynder med Streng)
En streng er det vibrerende element, der producerer lyd i strengeinstrumenter såsom guitar, harpe, klaver, og medlemmer af violinfamilien. Strenge er længder af et fleksibelt materiale, der holdes i spænd, så de kan vibrere frit, men kontrollerbart. Strenge kan være "almindelig" (der kun består af et enkelt materiale, som stål, nylon eller tarme). "Bundne" strenge, på den anden side har en "kerne" af ét materiale, med en omvikling af andre materialer. Dette er for at sikre at strengen vibrerer i den ønskede bane, og samtidig opretholde en lav profil og tilstrækkelig fleksibilitet med henblik på spilbarhed. Den kan ved ydre fysisk påvirkning med en finger, hammer eller spillebue sættes i svingninger, hvorved den frembringer en tone eller sender et udefrakommende objekt væk i en anden retning. Strenge bliver både brugt i sportens verden og musikkens verden.
I musikkens verden bruges strengene til at frembringe toner, enten ved direkte med berøring på strengen med hånden, som f.eks. ved en guitar, eller også ved et udefrakommende objekt, som f.eks. ved klaveret eller violinen. Et musikinstrument der bruger strenge, bliver kaldt et strengeinstrument.
I sportens verden bruges strengens/strengenes svingninger til at videresende et bestemt objekt i en retning, som er bestemt af det udstyr strengen bruges i. En ketsjer, som bruges i tennis og badminton, består af en ramme med et håndtag i bunden, hvor en masse strenge er spændt op i rammen så tæt, at det ketsjeren skal ramme ikke kan komme igennem rammen. I en bue bruges kun en enkelt streng, der bliver spændt bagud, hvorefter når man løsner spændingen, vil den sende pilen fremad.
- Wikimedia Commons har flere filer relateret til Streng